# S75 (Berlijn)
De S75 is een lijn van de S-Bahn van Berlijn. De lijn verbindt Station Wartenberg in het Berlijnse stadsdeel Neu-Hohenschönhausen met Station Warschauer Straße in het stadsdeel Friedrichshain. De lijn loopt via onder andere de stations Lichtenberg, en Ostkreuz. De lijn telt 9 stations en heeft een lengte van 12,3 kilometer; de reistijd over de gehele lijn bedraagt 22 minuten. De lijn wordt uitgevoerd door de S-Bahn Berlin GmbH, een dochteronderneming van de Deutsche Bahn.
De spoorverbinding maakt van oost naar west gebruik van het traject van de voormalige spoorlijn tussen Berlijn en Polen en de Berliner Außenring.